# Oblečená Maja
Oblečená Maja (také Maja oblečená nebo Oblečená maja, španělsky La maja vestida) je obraz ležící ženy, olejomalba na plátně, kterou někdy v letech 1800 až 1805 vytvořil španělský malíř Francisco Goya. Jeho protějškem je dříve vytvořený obraz Nahá maja, znázorňující akt stejné modelky v podobné pozici. Podle modelčina oděvu obě díla získala svůj název, protože oděv odpovídá maje (mužský protějšek majo), což tehdy byla subkultura v lidových vrstvách Španělska, jejíž členové se vyznačovali výrazným oblečením a vyzývavým chováním. Oba protějškové obrazy dnes visí v madridském muzeu Prado, jsou zde od roku 1901.
Oba obrazy zřejmě od Goyi objednal ministerský předseda a známý donchuán Manuel de Godoy. Oblečená maja prý v jeho domě visela před Nahou majou, kterou zakrývala a dala se pomocí kladkového mechanismu snadno odstranit – to z toho důvodu, že španělská inkvizice přísně zakazovala a stíhala vyobrazení nahoty a vystaven mohl být jen obraz oděné ženy.